# Strahan
Strahan är en ort i Australien. Den ligger i kommunen  West Coast och delstaten Tasmanien, i den sydöstra delen av landet, omkring 180 kilometer nordväst om delstatshuvudstaden Hobart. Strahan ligger 26 meter över havet och antalet invånare är 637.
Trakten är glest befolkad. Strahan är det största samhället i trakten. 
Genomsnittlig årsnederbörd är 2 835 millimeter. Den regnigaste månaden är augusti, med i genomsnitt 342 mm nederbörd, och den torraste är februari, med 113 mm nederbörd.